# Krajna (Szlovénia)
Krajna (szlovénül: Kranjska, horvátul: Kranjska, németül: Krain, friuli: Cragn, régi olasz: Cragno, latinul: Carniola) egykori történelmi régió, területe ma többnyire a mai Szlovénia része. Bár egészében már nem létezik, az egykori területén élő szlovének továbbra is úgy tekintik a régiót, mint Felső-Krajna (Gorenjska), Alsó-Krajna (Dolenjska) és Belső-Krajna (Notranjska).

## Etimológia
Nevét, mely szláv eredetű (Krajin, mint határország), már akkor kapta, amikor a szlovének a Keleti-Alpokban letelepedtek.

Krajna mai részei Szlovéniában
Felső-Krajna/Gorenjska (2a),
Belső-Krajna/Notranjska (2b),
Alsó-Krajna/Dolenjska (2c).

## Történelem
Nagy Károly, amikor a tartományt meghódította (Carniola, Creinamarcha), a friuli őrgrófok fennhatósága alá adta azt.
973-ban a karintiai hercegség részeként említették. 1002-től határvidékként önálló terület volt.
1039 óta már saját őrgrófjai voltak, de már 1077-ben (állandóan csak 1093-tól kezdve) az őrgrófság az aquilejai pátriárkának adományoztatott. De azért a karintiai hercegek, az Andechsi grófok, meg a freisingi és brixeni püspökök is nagy birtokok urai voltak a tartományban. Amikor II. Frigyes elvette Ágnest, az Andechs-házból származó I. Ottó merani herceg leányát, az ő birtokai is annyira megszaporodtak Krajnában, hogy 1232-ben már felvette a «Krajna ura» címet is. 1335-ben a karantáni hercegséggel együtt, Krajnának odatartozó részei is az osztrák hercegi családra szállottak át, úgyhogy IV. Rudolf már 1364 óta «Krajna hercegé»-nek hívatta magát.
Történelme folyamán mindvégig a Habsburg Birodalom része volt. 1809-1813 között a Francia Császárság birtokába került és az Illír tartományokhoz csatolták. 1816 után a laibachi kormányzóság, az Illír Királyság kiegészítő részét képezte 1849-ig, amikor önálló koronatartománnyá lett.
1918-ban a Szlovén–Horvát–Szerb Állam létrehozásával megszűnt létezni.